# 富尔塞斯
富尔塞斯（法語：Fourcès，法語發音：[fuʁsɛs]）是法国热尔省的一个市镇，属于孔东区。该市镇总面积23.72平方公里，2009年时的人口为285人。

## 人口
富尔塞斯人口变化图示